# Тришорешти (Алба)
Тришорешти (рум. Trișorești) насеље је у Румунији у округу Алба у општини Бистра. Oпштина се налази на надморској висини од 896 m.

## Становништво
Према подацима из 2002. године у насељу је живело 105 становника, од којих су сви румунске националности.